# Folsomides petiti
Folsomides petiti is een springstaartensoort uit de familie van de Isotomidae. De wetenschappelijke naam van de soort is voor het eerst geldig gepubliceerd in 1948 door Delamare.